# Citometrie în flux

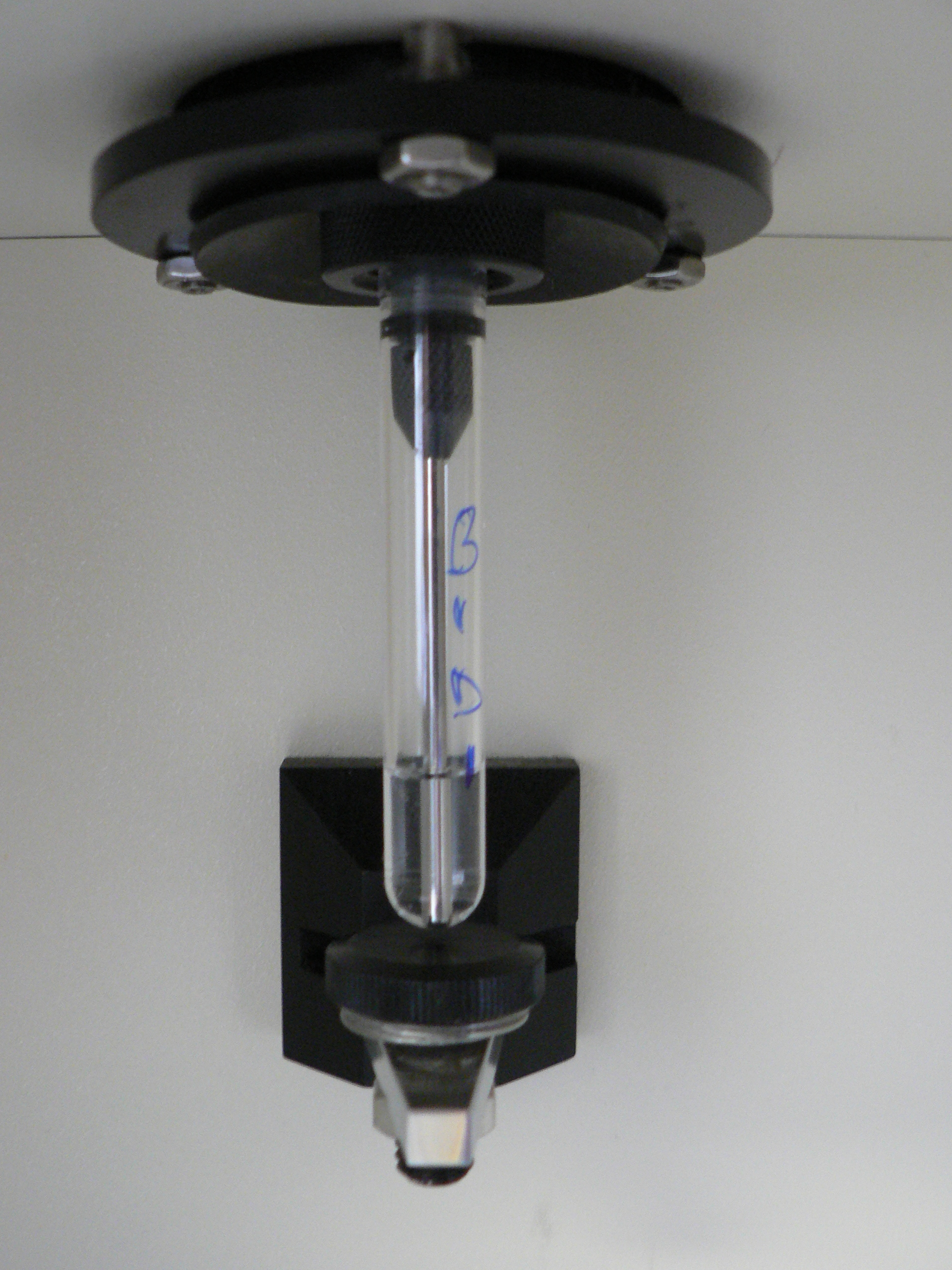
Aparat pentru citometrie în flux

Citometria în flux este o tehnică utilizată pentru a detecta și măsura caracteristicile fizice și chimice ale unei populații de celule sau particule. În acest proces, o probă care conține celule sau particule este suspendată într-un fluid și injectată în aparatul de citometrie în flux. Proba este focalizată pentru a curge în mod ideal, celulă cu celulă, printr-un fascicul laser, iar lumina împrăștiată este caracteristică celulelor și componentelor acestora. Celulele sunt adesea marcate cu markeri fluorescenți, astfel încât lumina este absorbită și apoi emisă într-o bandă de lungimi de undă. Zeci de mii de celule pot fi examinate rapid, iar datele colectate sunt procesate de un computer.

## Aplicații
Citometria în flux este utilizată în mod curent în cercetarea de bază, în practica clinică și în studii clinice. Utilizările sale includ:
- Numărarea celulelor
- Separarea celulelor
- Determinarea caracteristicilor și funcțiilor celulelor
- Detectarea microorganismelor
- Detectarea biomarkerilor
- Măsurarea mărimii unui genom